# 23. Golden Globe-gála
A 23. Golden Globe-gálára 1966. február 28-án került sor, az 1965-ben mozikba, vagy képernyőkre került amerikai filmeket, illetve televíziós sorozatokat díjazó rendezvényt a kaliforniai Beverly Hillsben, a Beverly Hilton Hotelben tartották meg.
A 23. Golden Globe-gálán John Wayne vehette át a Cecil B. DeMille-életműdíjat.

## Filmes díjak
A nyertesek félkövérrel jelölve.
| Legjobb filmes díjak | Legjobb filmes díjak |
| Legjobb filmdráma | Legjobb vígjáték vagy zenés film |
| --- | --- |

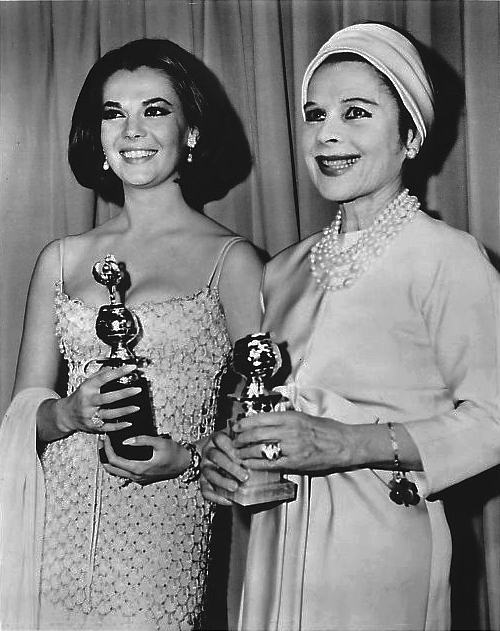
Natalie Wood és Ruth Gordon a 23. Golden Globe-gálán

| - Doktor Zsivágó - A lepkegyűjtő - A Főnix útja - Fekete-fehér - Bolondok hajója | - A muzsika hangja - Cat Ballou legendája - Verseny a javából - Azok a csodálatos férfiak a repülő masináikban - Ezer bohóc |
| Legjobb filmes alakítások (filmdráma) | |
| Színész | Színésznő |
| - Omar Sharif – Doktor Zsivágó - Rex Harrison – Agónia és extázis - Sidney Poitier – Fekete-fehér - Rod Steiger – A zálogos - Oskar Werner – Bolondok hajója                                        | - Samantha Eggar – A lepkegyűjtő - Julie Christie – Darling - Elizabeth Hartman – Fekete-fehér - Simone Signoret – Bolondok hajója - Maggie Smith – Othello                                                                       |
| Legjobb filmes alakítások (vígjáték vagy zenés film) | |
| Színész | Színésznő |
| - Lee Marvin – Cat Ballou legendája - Jack Lemmon – Verseny a javából - Jerry Lewis – Boeing, Boeing! - Jason Robards – Ezer bohóc - Alberto Sordi – Azok a csodálatos férfiak a repülő masináikban | - Julie Andrews – A muzsika hangja - Jane Fonda – Cat Ballou legendája - Barbara Harris – Ezer bohóc - Rita Tushingham – A csábítás trükkje - Natalie Wood – Daisy Clover belülről                                                |
| Legjobb mellékszereplők (filmdráma, vígjáték vagy zenés film) | |
| Színész | Színésznő |
| - Oskar Werner – A kém, aki a hidegből jött - Red Buttons – Harlow - Frank Finlay – Othello - Hardy Krüger – A Főnix útja - Telly Savalas – A halál ötven órája                                     | - Ruth Gordon – Daisy Clover belülről - Joan Blondell – A Cincinnati kölyök - Joyce Redman – Othello - Thelma Ritter – Boeing, Boeing! - Peggy Wood – A muzsika hangja                                                            |
| Egyéb | |
| Legjobb rendező | Legjobb forgatókönyv |
| - David Lean – Doktor Zsivágó - Guy Green – Fekete-fehér - John Schlesinger – Darling - Robert Wise – A muzsika hangja - William Wyler – A lepkegyűjtő                                              | - Robert Bolt – Doktor Zsivágó - Philip Dunne – Agónia és extázis - John Kohn, Stanley Mann – A lepkegyűjtő - Guy Green – Fekete-fehér - Stirling Silliphant – Gyenge cérna                                                       |
| Legjobb eredeti filmzene | Legjobb eredeti filmbetétdal |
| - Maurice Jarre – Doktor Zsivágó - Benjamin Frankel – A halál ötven órája - Henry Mancini – Verseny a javából - Johnny Mandel – Út a szeretet felé - Riz Ortolani – A sárga Rolls-Royce             | - „Forget Domani” – A sárga Rolls-Royce - „Ballad of Cat Ballou” – Cat Ballou legendája - „The Shadow of Your Smile” – Út a szeretet felé - „The Sweetheart Tree” – Verseny a javából - „That Funny Feeling” – That Funny Feeling |
| Legjobb idegen nyelvű film (eredeti nyelvű) | Legjobb idegen nyelvű film (angol nyelvű) |
| - Júlia és a szellemek – Olaszország - Egyre távolabb – Mexikó - Körbe-körbe – Franciaország - Rőtszakállú – Japán - Cherbourgi esernyők – Franciaország                                            | - Darling - A csábítás trükkje - A bőrkabátos fiúk - 31 fok árnyékban - Othello |

## Televíziós díjak
A nyertesek félkövérrel jelölve.
| Legjobb televíziós sorozat | Legjobb televíziós sorozat |
| --- | --- |
| - The Man from U.N.C.L.E. - Frank Sinatra: A Man and His Music - A balfácán - I Spy - My Name Is Barbra                                                                        | |
| Legjobb alakítás televíziós sorozatban | |
| Színész | Színésznő |
| - David Janssen – The Fugitive - Don Adams – A balfácán - Ben Gazzara – Run for Your Life - David McCallum – The Man from U.N.C.L.E. - Robert Vaughn – The Man from U.N.C.L.E. | - Anne Francis – Honey West - Patty Duke – The Patty Duke Show - Mia Farrow – Peyton Place - Dorothy Malone – Peyton Place - Barbara Stanwyck – The Big Valley |

## Különdíjak

### Cecil B. DeMille-életműdíj
A Cecil B. DeMille-életműdíjat John Wayne vehette át.

## Fordítás
Ez a szócikk részben vagy egészben  a(z)   23rd Golden Globe Awards című angol Wikipédia-szócikk fordításán alapul.  Az eredeti cikk szerkesztőit annak laptörténete sorolja fel. Ez a jelzés csupán a megfogalmazás eredetét és a szerzői jogokat jelzi, nem szolgál a cikkben szereplő információk forrásmegjelöléseként.